# 隐子芥
隐子芥（学名：Cryptospora falcata）为十字花科隐子芥属下的一个种。該物種花期6至7月，果期7至8月。隐子芥主要分佈於中華人民共和國新疆維吾爾自治區、俄羅斯西伯利亚、中亚以及伊朗的山坡地帶。